# Neuer jüdischer Friedhof (Springe)

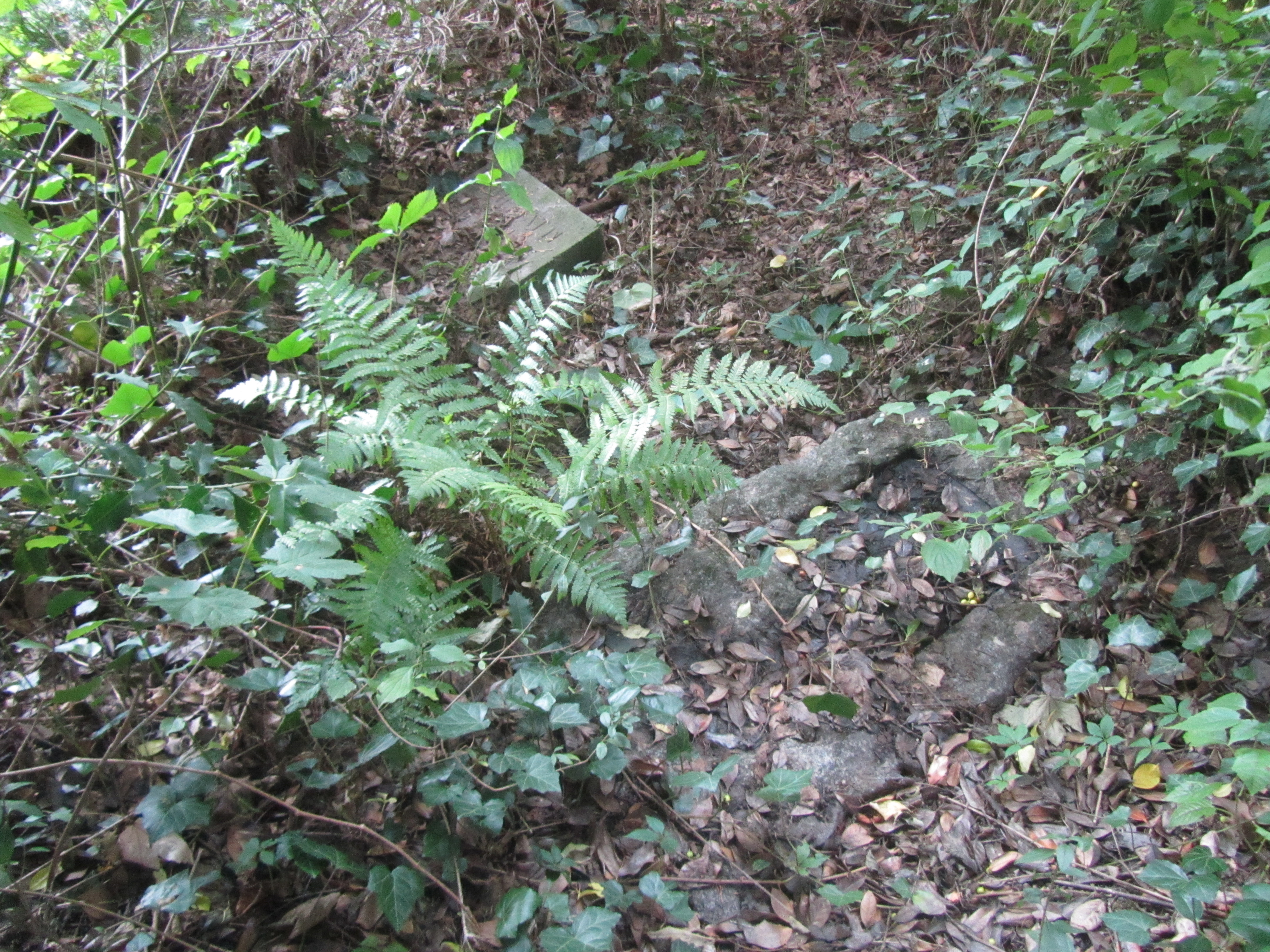
Auf dem neuen jüdischen Friedhof

Der Neue jüdische Friedhof Springe ist ein jüdischer Friedhof in der niedersächsischen Stadt Springe in der Region Hannover. Er ist ein geschütztes Kulturdenkmal.
Auf dem Friedhof befinden sich zwei Grabsteine. Der Friedhof wurde bis 1938 belegt.

## Alter Friedhof
Der Vorgängerfriedhof („Alter Friedhof“) wurde bis 1878 belegt. Auf ihm befinden sich keine Grabsteine mehr. Dieser Friedhof wurde im Jahr 1939 eingeebnet. Er ist heute ein öffentlicher Park.